# Morecambe
Morecambe est une paroisse civile et une station balnéaire de la Cité de Lancaster, dans le Lancashire, en Angleterre. Située sur la baie de Morecambe, elle comptait environ 34 768 habitants en 2011.

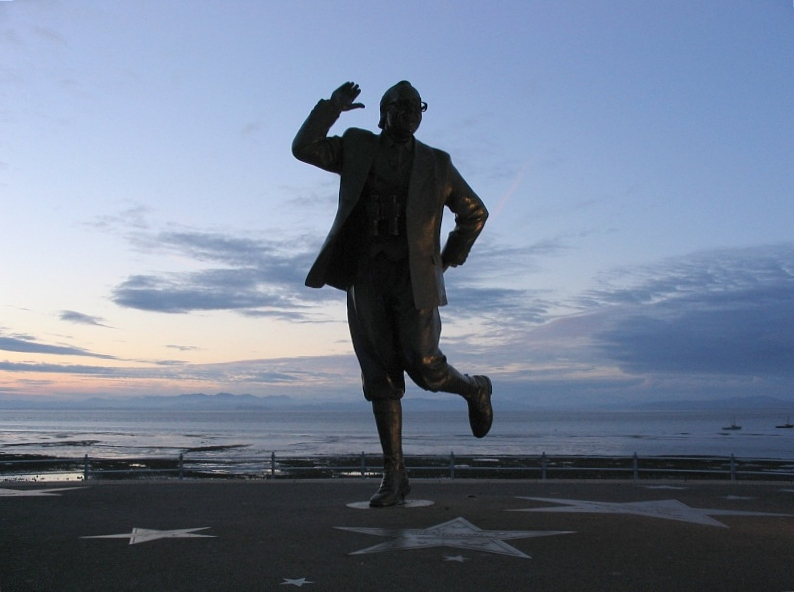
Statue d'Eric Morecambe à Morecambe.

Morecambe était le lieu de naissance du comique Eric Morecambe, membre du duo comique Morecambe and Wise (l'autre étant Ernie Wise). Il est commémoré par une statue sur le bord de la mer.
La série britannique The Bay, diffusée sur France Télévisions sous le titre "Enquêtes à Morecambe", se déroule dans cette ville.